# 東国通鑑

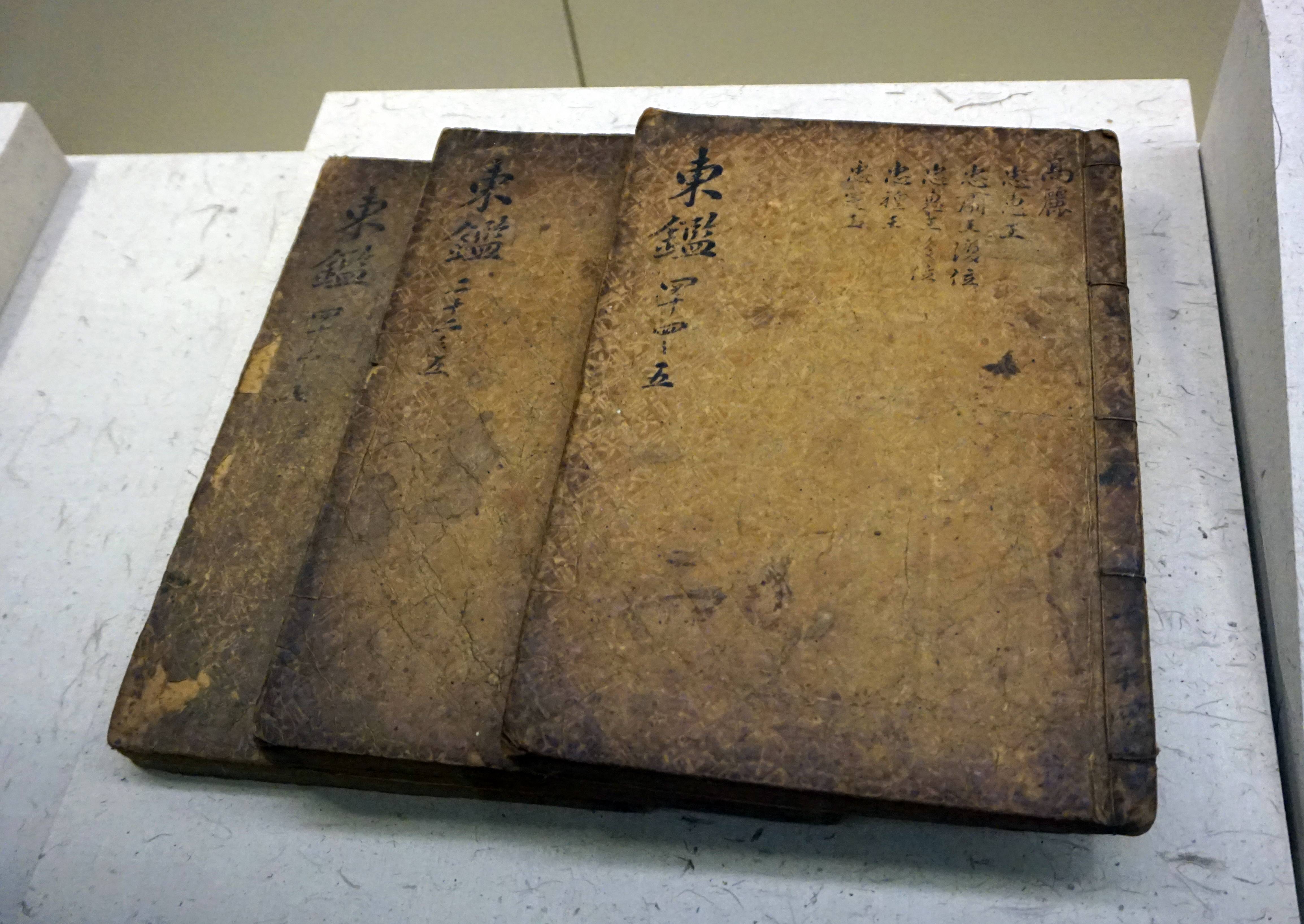
東国通鑑

『東国通鑑』（とうごくつがん）は、朝鮮半島の歴史書。

## 概要
李氏朝鮮の世祖の時代に着手され、徐居正らにより成宗時代の1484年に成立した。外紀1巻・本文56巻で、檀君にはじまり、箕子、衛満ら、漢四郡、三国時代、新羅を経て高麗末期までを対象とする編年体の史書である。
内容は既存の『高麗史節要』、『三国史節要』、中国の史書などを流用し、誤りも多いため、現在は歴史史料として重視されていない。
日本では、『高麗史』や『三国史記』などは明治以降に出版されるまで伝来しないか稀覯本の扱いで、徳川光圀が1667年に東国通鑑を出版したことにより長らく朝鮮半島史についての基礎文献であった。
現代韓国の民族主義の基幹をなす檀君紀元は、東国通鑑での即位年の記述が元となっている。

## 構成
- 外紀（檀君朝鮮、箕子朝鮮、衛満朝鮮、四郡、二府、三韓）
- 三国紀（新羅、高句麗、百済）
- 新羅紀
- 高麗紀